# Apple Macintosh

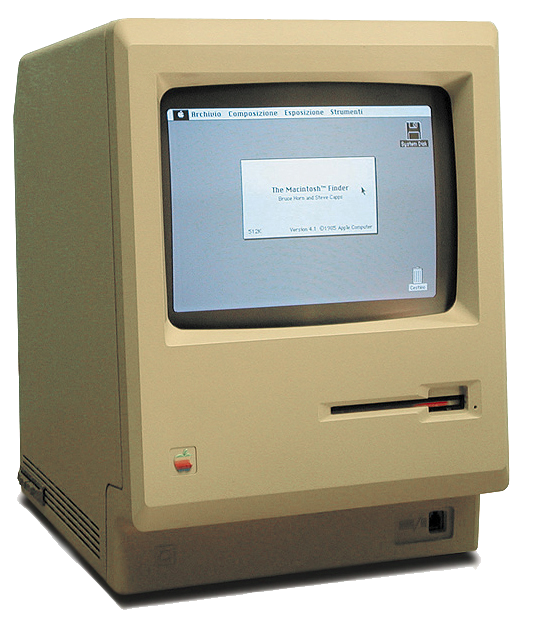
L'equip Macintosh 128K

Macintosh (abreujat Mac) és la marca d'una família d'ordinadors personals de l'empresa Apple Inc amb seu a Cupertino, Califòrnia, EUA.
Eren anomenats així per les pomes McIntosh, la varietat de poma favorita de Jef Raskin. El primer Macintosh va ser introduït pel que era llavors el president de la companyia, Steve Jobs, el 24 de gener de l'any 1984, amb un famós anunci a la Super Bowl dirigit per Ridley Scott, que va costar uns 800.000 dòlars, i així va ser el primer ordinador personal que es va comercialitzar amb èxit. A més a més, va ser el primer ordinador a popularitzar la interfície gràfica d'usuari (GUI o IGU) i un ratolí en comptes de la línia d'ordres, cosa que en aquell temps va suposar un salt revolucionari en ordinadors domèstics.
La línia de producció de Macs en l'actualitat varia des del bàsic Mac mini d'escriptori fins als servidors de rang mitjà com Xserve. Els sistemes Mac tenen com a objectiu principal de mercat la llar, l'educació i la creativitat professional. La producció de Mac està basada en un model d'integració vertical en el qual Apple proporciona tots els aspectes del seu maquinari i crea el seu propi sistema operatiu que ve reinstal·lat en totes les Macs. Això contrasta amb les PC reinstal·lades amb Microsoft Windows, on un venedor proporciona el sistema operatiu i múltiples venedors creen el maquinari. En ambdós casos, el maquinari permet el funcionament d'altres sistemes operatius. En l'actualitat, els Mac moderns, així com els PC, són capaços de suportar sistemes operatius com Linux, FreeBSD i Windows, aquest últim gràcies al programari d'Apple Boot Camp o a altres programaris de virtualització com per exemple Parallels Desktop o VMWare Fusion; això és el moviment anomenat OSx86.
Els primers Macintosh estaven basats en els microprocessadors de la família Motorola MC68000, de tecnologia CISC. Al març de 1994, Apple va introduir en la gamma Macintosh els xips PowerPC del Consorci Apple/IBM/Motorola, que suposaven el canvi a la tecnologia RISC. L'any 2006 Apple va iniciar la transició des de la línia de PowerPC line als processadors Intel amb arquitectura x86. Els Macs actuals usen la sèrie de microprocessadors Intel Core Duo, Intel Core 2 Duo i Intel Xeon 5100. Tots els models de Mac actuals venen reinstal·lats amb una versió nadiua de l'última versió de Mac OS X, que a partir del 28 d'agost de 2009 va ser la seva versió Mac OS X v10.6 Snow Leopard. Mac Macintosh. Sèrie de computadors personals d'Apple. El Mac original amb el seu gabinet vertical es va introduir el 1984.

## Història del Macintosh 128K
El Macintosh 128K va ser llançat el 24 de gener de 1984 per un preu de 2495 dòlars. Va ser el primer èxit comercial d'un ordinador amb una interfície gràfica d'usuari i un ratolí en comptes de l'estàndard d'aquesta època: la interfície per línia d'ordres.

### 1979 – 1984: El desenvolupament
A l'inici de 1979, Mike Markulla, aleshores president d'Apple va encarregar Jeffrey Raskin, del projecte amb el nom de codi Annie un ordinador de cost baix i fàcil de fer servir pel mític «persona al carrer», l'anomenat PITS (person in the street, a l'argot intern de l'empresa). Raskin a la seva tesi doctoral del 1967 ja havia argumentat que els ordinadors haurien de tenir una interfície gràfica en lloc d'una interfície basada en text. Des de setembre del mateix any va rebre l'autorització de contractar un equip per desenvolupar el projecte. Raskin no estimava aquest nom, ni el malcostum de donar noms de dones a projectes, que trobava sexista, i va optar pel nom de codi Macintosh, variant ortogràfica de la poma McIntosh. Ell mateix havia proposat Apple V com nom oficial. Després d'uns anys, internament el nom va fer-se tant popular que el 1982 Apple va assajar –primer en va– enregistrar la marca comercial. El fabricant d'equip àudio McIntosh Laboratory va refusar. Finalment el 1983 Apple va adquirir el dret a utilitzar el nom i el 1986 marca registrada, mitjançant una indemnitació substancial a McIntosh, de la qual l'import queda secret, malgrat molts rumors. Per evitar aquest cost, Apple primer havia pensat al nom curt Mac, com acrònim de Mouse Activated Computer (ordenador activat per ratolí) el que la plantilla havia canviat en Meaningless Acronym Computer (ordenador amb acrònim sense sentit).

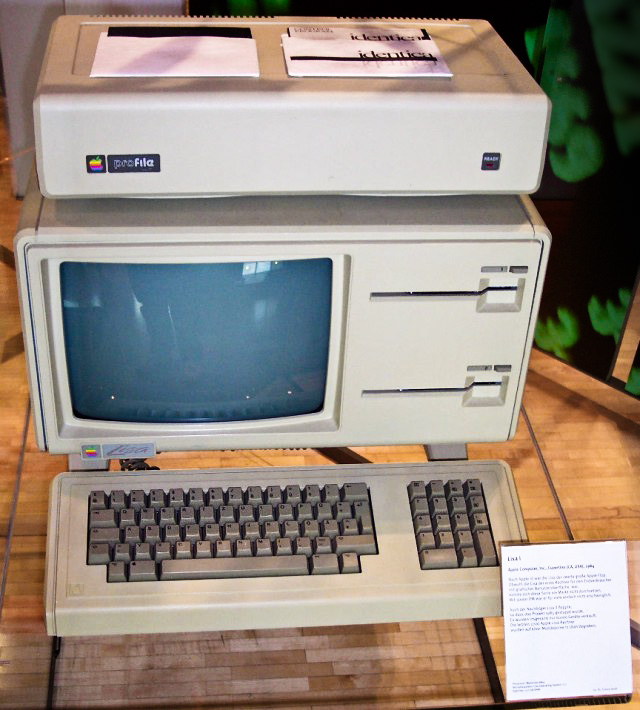
Apple Lisa amb una unitat de disc dur a la part superior.

El primer que va fer va ser buscar un enginyer que pogués construir un prototip. Bill Atkinson, membre de l'equip Apple Lisa (una màquina similar, però de gamma més alta), li va presentar a Burrell Smith, un tècnic del servei que havia estat contractat a principi d'aquell any. En vuit anys, Raskin va anar reunint un gran equip de desenvolupament que va dissenyar i construir el maquinari i programari original del Macintosh. A més de Raskin, Aktinson i Smith, l'equip també estava format per George Crow, Chris Espinosa, Joanna Hoffman, Bruce Horn, Susan Kare, Andy Hertzfeld, Guy Kawasaki, Daniel Kottke i Jerry Manock.
La primera placa de Smith pel Macintosh va ser construïda amb les indicacions del disseny de Raskin. Tenia 64 kilobytes (KB) de memòria RAM, utilitzava el microprocessador Motorola 6809E, i era capaç de suportar un mapa de bits de 256 x 256 píxels en negre-blanc. Budd Tribble, un programador de Macintosh, es va interessar perquè els programes gràfics del Lisa funcionessin en el Macintosh, i va demanar a Smith si podia incorporar el microprocessador Motorola 68000 que feia servir el Lisa en el Mac, tot això si es mantenia els costos de producció baixos.
Al desembre del 1980, Smith va tenir èxit amb el seu disseny d'una placa que no només utilitzava el microprocessador Motorola 68000, sinó que va augmentar la velocitat de 5 MHz a 8 MHz. A més a més, aquesta placa també tenia la capacitat d'admetre una pantalla de 184 x 256 píxels. A diferència del Lisa, el disseny de Smith utilitzava menys xips RAM i això va fer que la producció de la placa fos molt més rendible. El disseny final de Mac va ser un «tot-en-ú»” i tenia el llenguatge complet d'imatge QuickDraw i el seu intèrpret en 64 KB de memòria ROM – molt més que la majoria dels altres equips; a més a més, tenia 128 KB de RAM en forma de setze xips de 64 kilobits (KB) de RAM soldat a la placa lògica. Tot i que no tenia ranures de memòria, la seva capacitat era ampliable a 512 KB soldant setze sòcols IC de 256 KB xips de RAM en comptes dels xips que venien instal·lats de fàbrica. La pantalla del producte final va ser una de nou polzades, monocromàtica de 512 x 342 píxels, superior als prototips.
El disseny va cridar l'atenció de Steve Jobs, cofundador d'Apple. En adonar-se que el Macintosh era molt més comercial que el Lisa, va començar a centrar-se en el projecte. Finalment, Raskin va abandonar el projecte el 1981 durant un conflicte de personalitat amb Jobs. Un membre de l'equip, Andy Hertzfeld, va dir que el disseny final de Macintosh estava més a prop de les idees de Jobs que no pas de les de Raskin.
Després de sentir parlar de la tecnologia pionera de la interfície gràfica d'usuari que s'estava desenvolupant en Xerox PARC, Jobs havia negociat una visita per veure l'equip Xerox Alto i les eines de desenvolupament Smalltalk a canvi d'opcions sobre les accions d'Apple. Les interfícies d'usuari del Lisa i del Macintosh es van veure influenciades en part per la tecnologia que l'equip va veure en el Xerox PARC i aquestes es van combinar amb les idees pròpies del grup Macintosh. Jobs també va contractar al dissenyador industrial Hartmut Esslinger per treballar en la línia Macintosh, donant com a resultat la línia anomenada en disseny “Snow White” (Blancaneus). Tot i que Hartmut va arribar tard pels primers Mac, aquests conceptes de disseny es van aplicar a la majoria d'ordinadors d'Apple de mitjans dels 80. No obstant això, el lideratge de Jobs en el projecte Macintosh no va durar massa. El 1985, després d'una lluita interna de poder amb el nou CEO John Sculley, Jobs va ser acomiadat d'Apple, va fundar NeXT i no va tornar fins a 1997 quan Apple, dotze anys més tard, va comprar NeXT i tots els seus actius.

### 1984: La presentació
El primer Macintosh, el Macintosh 128K, va ser anunciat a la premsa l'octubre del 1983, seguit d'un dossier de 18 pàgines incloses en diverses revistes al desembre del mateix any. El 22 de gener del 1984 es va presentar amb el famós anunci televisiu dirigit per Ridley Scott “1984”. Aquest anunci es va emetre en el tercer quart de la XVIII Super Bowl i la seva producció va tenir un cost d'1,5 milions de dòlars nord-americans. Avui en dia és considerat un èxit i una obra mestra. El comercial “1984” utilitza una heroïna sense nom per representar l'arribada dels Macintosh (indicat per un quadre a l'estil Picasso de l'ordinador Macintosh d'Apple en la seva camiseta blanca) com un mitjà a salvar la humanitat de la conformitat dels intents d'IBM per dominar la indústria informàtica. L'anunci al·ludeix a la novel·la de George Orwell, “Mil nou-cents vuitanta-quatre”, que descriu un futur distòpic governat per un televisat “Gran Germà”.
Dos dies després que s'emetés l'anunci, el Macintosh va sortir al mercat. Se subministrava amb dues aplicacions dissenyades per mostrar la seva interfície gràfica: MacPaint i MacWrite. La primera demostració pública va ser realitzada per Steve Jobs en el primer dels seus famosos discursos de les Keynote, i tot i que Mac va obtenir el seguiment immediat i entusiasta, alguns el van classificar com una joguina. Com que el sistema operatiu va ser dissenyat en gran manera al voltant de la interfície gràfica d'usuari, les aplicacions existents per les interfícies textuals basades en línies d'ordres van haver de ser redissenyades i el codi de programació reescrit. Aquell treball consumia molt de temps i molts desenvolupadors de programari van decidir no portar-ho a terme. Possiblement aquesta és la raó per la qual va haver-hi una absència inicial del programari pel flamant Macintosh. A més a més, hem de tenir en compte que per crear el programari original per Macintosh, feia falta tenir un Apple Lisa, crear el codi i després compilar-lo pel Macintosh, i això no estava a l'abast de qualsevol persona.
A l'abril del 1984, Microsoft va migrar des de MS-DOS el full de càlcul MultiPlan, i al gener del 1985, Microsoft Word. El 1985, Lotus va presentar Jazz per la plataforma Macintosh després de l'èxit de Lotus 1-2-3 per l'IBM PC, tot i que va ser en gran manera un fracàs. Apple va introduir el Macintosh Office el mateix any que l'anunci dels lemmings. Aquest comercial és tristament famós pels seus insults als potencials clients. L'anunci no va tenir èxit.
Per una edició especial de la revista Newsweek, després de les eleccions de novembre de 1984, Apple va gastar més de 2’5 milions de dòlars per comprar totes les seccions de publicitat de les 39 pàgines d'aquesta edició. Apple també va publicar la promoció “Test Drive a Macintosh” (prova un Macintosh). Els potencials compradors, amb una targeta de crèdit, podien emportar-se a casa un Macintosh durant 24 hores i després retornar-lo als distribuïdors. Mentre que 200.000 persones participaven, als distribuïdors no els agradava aquesta promoció. El subministrament d'ordinadors era insuficient per la demanda, i molts van ser retornats en condicions tan dolentes que ja no podien ser venuts. Aquesta campanya de màrqueting va provocar que el CEO John Sculley hagués d'elevar el preu des dels $1995 fins als $2495.

### 1985 a 1989: L'era de l'autoedició
L'any 1985, la combinació de Mac, una impressora Apple LaserWriter i el programari MacPublisher o Aldus PageMaker, junt amb la tecnologia Postscript d'Adobe, va permetre als usuaris dissenyar, previsualitzar i imprimir disseny de pàgines completes amb text i gràfics – una activitat que es coneix com a autoedició.
Inicialment, l'autoedició era una àrea que es realitzava exclusivament en els Macintosh, però amb el temps va arribar a estar disponible per altres plataformes. Més tard, aplicacions com Macromedia FreeHand, QuarkXPress, Adobe Photoshop i Adobe Illustrator van reforçar la posició del Mac com a ordinador gràfic i van contribuir a ampliar l'emergent mercat de l'autoedició.

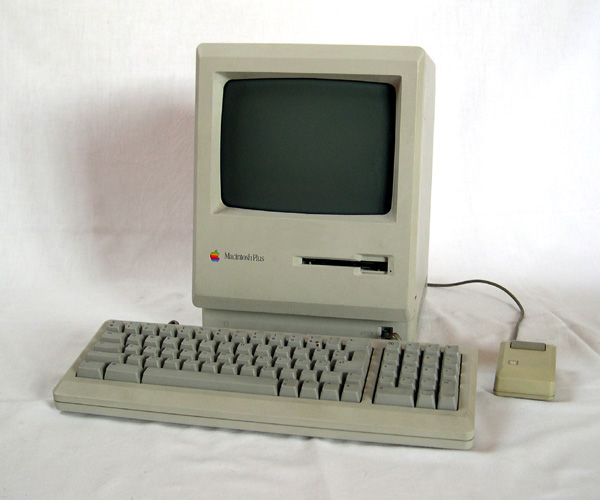
Apple Macintosh Plus

Les limitacions de memòria dels primers Mac es van fer ràpidament evidents: tenien molt poca memòria, fins i tot en comparació amb altres ordinadors personals de 1984, i no es podien ampliar amb facilitat, mancaven d'una unitat de disc dur o els medis per fixar un amb facilitat. Van sorgir moltes empreses petites per fer front al problema de memòria; aquestes oferien actualitzacions pel Mac de 128K a 512K. Aquesta ampliació requeria l'eliminació dels setze xips de memòria que venien soldats amb l'equip i la substitució per xips de major capacitat. Era una operació difícil que no sempre funcionava. A l'octubre de 1985, Apple va augmentar la memòria del Mac a 512K i es va oferir una actualització pel Mac 128K que implicava substituir la placa lògica. En un intent de millorar la connectivitat, Apple va llençar al mercat el 10 de gener del 1986 a un preu de 2600 dòlars nord-americans el Macintosh Plus. Oferia un megabyte de RAM, fàcilment ampliable a quatre per l'ús de plaques de RAM de socket, i una interfície SCSI que permetia fins a set dispositius perifèrics, tals com discs durs i escàners que es podien connectar externament al Mac. La seva unitat de disquet es va incrementar a una capacitat de 800 KB. El Mac Plus va ser un èxit immediat i es va mantenir en producció, sense canvis, fins al 15 d'octubre del 1990. Va estar a la venda poc més de quatre anys i deu mesos, i va ser el Macintosh més durador de la història d'Apple.

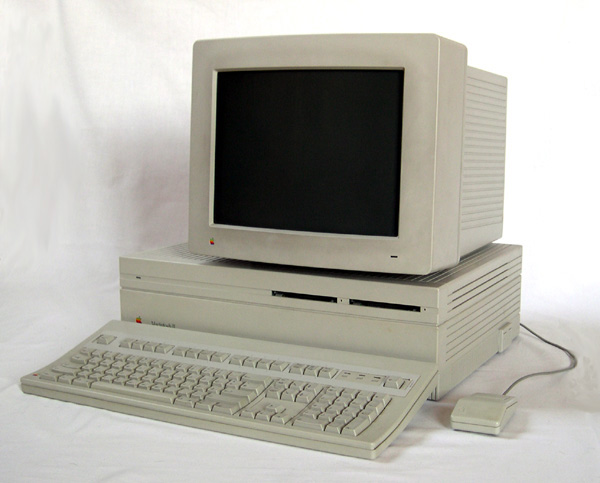
Macintosh II.

Amb la introducció del Macintosh II l'any 1987, Apple va introduir la nova línia de processadors Motorola. El 68020, un processador a 16 MHz junt amb el coprocessador matemàtic de coma flotant: Motorola 68881, que feia d'aquesta màquina una de les més ràpides. La principal millora en el Macintosh II va ser el Color QuickDraw en la memòria ROM, una versió del llenguatge gràfic en color que va ser el cor de la màquina. Entre moltes altres innovacions de Color QuickDraw, les més destacables van ser: la capacitat de controlar qualsevol mida de pantalla, qualsevol profunditat de color i diversos monitors. El Macintosh II va marcar l'inici d'una nova direcció. Per primera vegada tenia una arquitectura oberta amb diverses ranures d'expansió NuBus, un suport per gràfics en color i monitors externs, i un disseny modular, semblant al PC d'IBM. Tenia un disc dur intern i una font d'alimentació amb un ventilador, que inicialment feia bastant de soroll. Un desenvolupador de terceres parts venia un dispositiu per regular la velocitat del ventilador basat en un sensor de calor però el fet de comprar això anul·lava la garantia del producte. Els següents dissenys de Macintosh han anat silenciant les seves fonts d'alimentació i els seus discs durs.
El setembre del 1986, Apple va presentar el Macintosh Programmer’s Workshop (Taller de programador de Macintosh), abreviat MPW, que permetia als desenvolupadors de programari crear un programari per Macintosh en Macintosh en comptes de la compilació creuada des d'un Lisa. L'agost de 1987, Apple va donar a conèixer HyperCard, i va introduir el MultiFinder que va incorporar multitasca corporativa pel Macintosh. Apple va començar a fer servir ambdós programes amb tots els Macintosh.

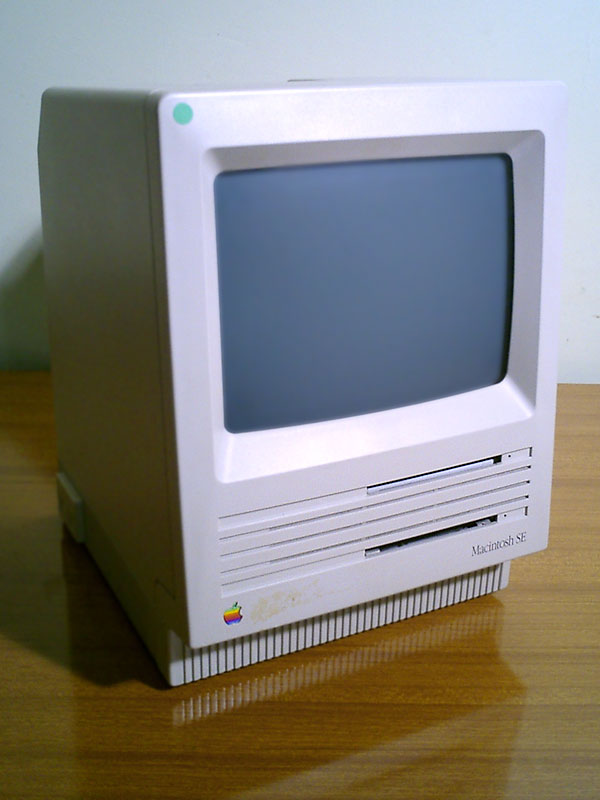
Macintosh SE.

El Macintosh SE es va llençar al mateix temps que el Macintosh II, l'any 1986. Aquest va ser el primer Mac compacte amb una unitat de 20 MB de disc dur intern i una ranura d'expansió. Aquesta ranura es trobava dintre d'una caixa junt amb el monitor CRT, la qual cosa representava un perill, ja que per connectar qualsevol dispositiu podia exposar a la persona que ho realitzava a una alta tensió del monitor. Per aquesta raó, Apple recomanava als seus usuaris que portessin els seus SE a un distribuïdor autoritzat d'Apple per realitzar aquestes actualitzacions. El SE també va actualitzar el disseny original de Jerry Manock i Terry Oyama, i compartia amb el Macintosh II el concepte de Snow White, com també el nou Apple Desktop Bus (ADB) pel ratolí i el teclat que havia aparegut uns mesos abans i per primera vegada, en l'Apple IIGS.
L'any 1987, Apple va escindir el seu negoci de programari cap a una nova empresa anomenada Claris. Li van donar el codi i els drets de diverses aplicacions que s'havien escrit dintre d'Apple, en particular MacWrite, MacPaint i MacProject. Des del 1987 Claris va donar a conèixer un nombre de títols de programari renovat. El resultat va ser el «Pro» de la sèrie, incloent MacPaint Pro, MacDraw Pro, MacWrite Pro i FileMaker Pro. Per oferir una suite ofimàtica completa, Claris va comprar els drets del full de càlcul d'Informix Wingz en el Mac, i li van canviar el nom a Claris Resolve. A més a més, va afegir al conjunt un nou programari de presentacions anomenat Claris Impact. En la dècada del 1990, les aplicacions Claris es van incloure en la majoria dels Macintosh de consum i van ser molt populars. L'any 1991, Claris va publicar ClarisWorks, convertint-se així en la segona aplicació més venuda. L'any 1998, Claris es va incorporar de nou Apple i ClarisWorks en la versió 5.0 va passar a dir-se AppleWorks.
L'any 1988, Apple va demandar a Microsoft i Hewlett-Packard amb l'argument que van infringir en els drets d'autor d'Apple en incorporar en els seus SO una interfície gràfica d'usuari. La seva argumentació es basava, entre altres coses, en l'ús de finestres amb formes rectangulars que se superposen i tenen mides variables. Després de quatre anys, el cas es va decidir en contra d'Apple, i el mateix va passar amb les apel·lacions posteriors. Aquestes accions d'Apple van ser criticades per alguns de la comunitat de software, incloent la Free Software Foundation (FSF), que sentia que Apple estava intentat monopolitzar les interfícies gràfiques d'usuari en general, i van boicotejar l'aparició de software GNU per la plataforma Macintosh durant set anys.
El Macintosh IIx va ser llençat al mercat l'any 1988 amb el nou processador Motorola 68030. Aquest processador tenia importants millores com la inclusió de MMU en el mateix processador i la capacitat d'adreçar 32bits de forma nativa. L'any 1989 van treure una versió més compacta d'aquest Macintosh, amb un menor nombre de ranures (el Macintosh IIcx) i una versió del Mac SE, el Macintosh SE/30, que incloïa un processador 68030 de 16 MHz. Més tard, en aquest mateix any, el Macintosh IIci, que funcionava a 25 MHz, va ser el primer Mac que era realment un ordinador de 32 bits natius, que permetia suportar de forma nativa més de 8 MB de memòria RAM a diferència dels seus processadors que es denominaven de 32 bits bruts. Amb la introducció del Sistema 7, el primer sistema operatiu de Macintosh que suportava l'adreçament de 32 bits, Apple oferia un ecosistema complet i natiu de 32 bits. Apple també va presentar el primer portàtil Macintosh, amb un processador 68000 de 16 MHz amb una pantalla plana de matriu activa que en alguns models incorporava retro il·luminació. A l'any següent es va introduir el Macintosh IIfx, una màquina amb un preu a partir de 9900 dòlars nord-americans. A part d'un ràpid processador 68030 de 40 MHz, incorporava millores internes importants en la seva arquitectura, incloent una memòria més ràpida i dos CPUs d'Apple dedicades al processament de I/O, a més de 6 ranures NuBus.

### 1990 a 1998: Inici i davallada
Al maig del 1990, Microsoft va treure a la venda Windows 3.0. Casualment, aquesta versió es va començar a apropar al sistema operatiu Macintosh, tant el conjunt del seu rendiment com a les seves característiques, convertint-se d'aquesta forma en una alternativa menys costosa que la plataforma Macintosh. La resposta d'Apple va ser la introducció d'una sèrie de Mac relativament més barats a l'octubre del 1990:
- El Macintosh Classic,essencialment una versió menys cara del Macintosh Plus.
- El Macintosh LC (Low Cost) amb un processador Motorola 68020 i amb un disseny molt reconegut amb forma de caixa de pizza, que oferia gràfics en color i es podia acompanyar amb un nou monitor, també de baix cost, de 512 x 384 píxels.
- El Macintosh IIsi, una versió de 20 MHz del IIci amb una ranura d'expansió.

Aquestes tres màquines es van vendre bastant bé, tot i que el marge de benefici d'Apple va ser considerablement més baix que el de les màquines anteriors.
Apple es va anar actualitzant i millorant les característiques dels ordinadors amb la introducció de nous models equipats amb processadors 68 K. Al Macintosh Classic II i al Macintosh LC II, que utilitzaven una CPU 68030 de 16 MHz, el 1991 es van unir als Macintosh Quadra 700 i 900, els primers Mac a utilitzar el processador CISC més ràpid de Motorola: el 68040.
El 1991, Apple va reemplaçar el Macintosh portàtil amb la primera línia PowerBook:
- El PowerBook 100, un portàtil en miniatura amb un processador 68000 de 16 MHz.
- El PowerBook 140, amb un processador 68030 a 16 MHz.
- El PowerBook 170, amb un processador 68030 a 25 MHz.

Aquests van ser els primers ordinadors portàtils amb un espai en el teclat per posar les mans i amb un ratolí de bola incorporat davant del teclat, com a dispositiu pel punter. L'any 1993, el PowerBook 165c es va convertir en el primer ordinador portàtil d'Apple que oferia una pantalla en color capaç de mostrar 8 bits de profunditat (256 colors), amb una resolució de 640 x 400 píxels. La segona generació de PowerBooks, la sèrie 500, estaven equipats amb processadors 68040 i van introduir el trackpad, altaveus estèreo integrats i Ethernet incorporada a tots els portàtils de fàbrica en l'any 1994.
En quant el Mac OS, el Sistema 7 va ser reescrit en 32 bits des de Pascal a C++ i va incorporar una memòria virtual i millores en el maneig de gràfics en color, adreçament de memòria, xarxes i multitasca corporativa. També durant aquest temps, el Macintosh va començar a desfer-se de les directrius del disseny Snow White i va abandonar la consultoria de Frogdesign, per la que Apple pagava honoraris molt cars, a favor de realitzar aquell treball a casa. Per això es va crear el Grup de Disseny Industrial d'Apple. Aquest grup es va convertir en el responsable de l'elaboració d'una nova imatge que acompanyaria al nou sistema operatiu i tots els altres productes d'Apple.

#### Del 68K al PowerPC: La primera transició d'arquitectura
L'any 1994, Apple va abandonar l'arquitectura CISC Motorola per introduir la nova arquitectura RISC PowerPC, desenvolupada pel alianza AIM d'Apple Computer, IBM i Motorola. La línia Power Macintosh va ser la primera a utilitzar aquests nous xips, i va demostrar ser un gran èxit, amb més d'un milió d'unitats equipades amb PowerPC.
Aquest canvi d'arquitectura va suposar una transformació i una convulsió en tota la gamma de productes que els nous processadors PowerPC eren completament incompatibles amb la gamma 68K. En un principi tot el software que existia pels Macintosh hauria de ser reescrit però Apple per fer una transició més suau va introduir en el sistema operatiu un emulador per software de les instruccions 68K a les instruccions PowerPC. Aquesta transició es va poder realitzar, ja que l'emulador sobre PowerPC era suficient eficient com per obtenir un rendiment similar a la gamma nativa 68K. El canvi d'arquitectura va possibilitar que moltes aplicacions multipliquessin diverses vegades el seu rendiment en ser reescrites per la nova arquitectura.
La família Macintosh és la sèrie de computadors personals no compatible amb IBM més gran en ús. Fins al 1994, els Mac rebien potència exclusivament de la família de CPU 680×0 de Motorola. El 1994, Apple va introduir els Power Macintosh (PowerMac), que usen la PowerPC CPU i proporcionen un acompliment millorat. Els PowerMac utilitzen una versió PowerPC del Mac Us, que executa aplicacions PowerMac nadiues i emula aplicacions Mac 680×0. També executa aplicacions DOS i Windows a través d'emulació d'Insignia Solutions. En xarxes, és una subcapa de la capa d'enllaç que apareix en les xarxes d'àrea local i s'encarrega de controlar l'accés al mitjà. És diferent per a cada tipus de xarxa, d'acord amb la tècnica que s'empri.

#### Competència
Amb l'arribada de Windows 95 i el Pentium, Microsoft i Intel van millorar significativament la capacitat multimèdia i el rendiment dels PCs compatibles amb IBM. Microsoft, per la seva part, va aconseguir que Windows s'apropés a la interfície gràfica dels Macintosh; tant que van sortir eslògans com: “Windows 95 = Macintosh 84”. A més a més, el rendiment dels Pentium va aconseguir apropar-se a l'emergent línia RISC PowerPC que Apple estava introduint. Això va portar que la quota del mercat Apple baixés ràpidament.

### 1998 a 2005: Nou començament

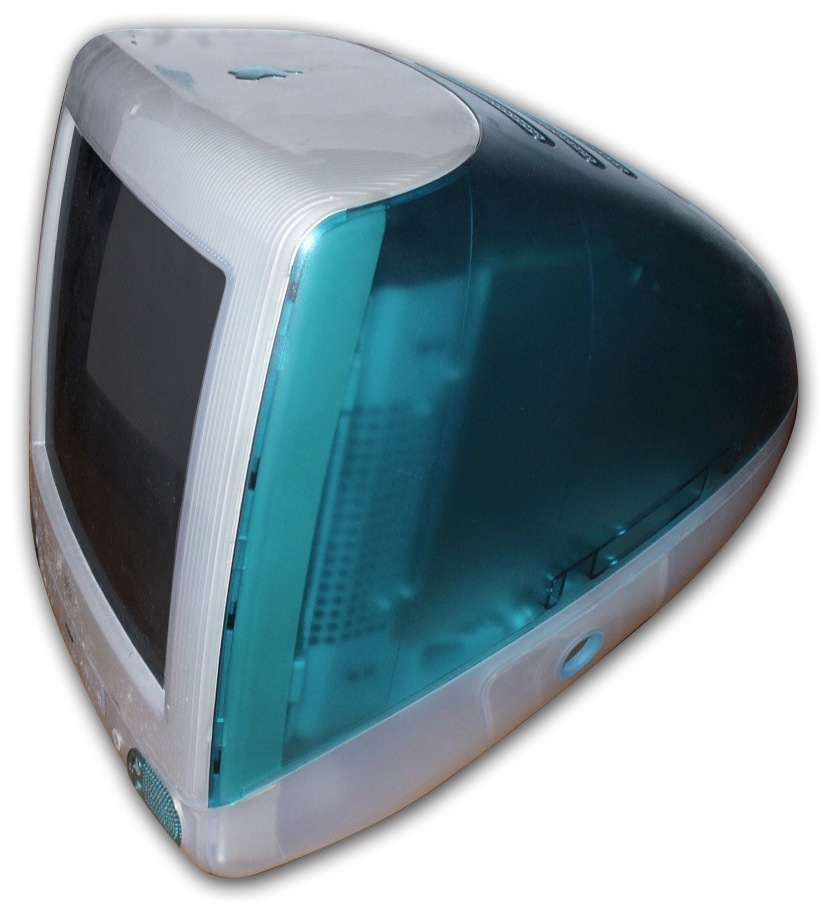
iMac G3 en color Bondi blue (1998).

L'any 1998, un any després que Steve Jobs tornés a la companyia, Apple va presentar un Macintosh «tot-en-un» anomenat iMac. La seva caixa era de plàstic semitransparent. El model original va sortir al mercat amb el color blau Bondi, i les versions posteriors van introduir altres colors. Aquest model és considerat un èxit del disseny industrial.
L'iMac es va desfer de la majoria de ports estàndard d'Apple. Connexions tals com SCSI i ADB van desaparèixer en favor de dos ports USB. A més a més, no tenia la unitat interna de disquet, i en el seu lloc incloïa una unitat CD-ROM. Per escriure en CD o en altres medis calia adquirir un maquinari extern. Aquest model va ser un èxit, amb 800.000 unitats venudes en 139 dies, portant així a la companyia un benefici anual de 309
 dòlars. Aquest va ser el primer any rendible de l'empresa des que Michael Spindler va assumir el càrrec de CEO l'any 1995.
L'estètica de l'iMac blau i blanc també va ser aplicada a la línia Power Macintosh, i després a un nou producte: l'iBook. Aquest va ser presentat al juliol del 1999 i va ser el primer ordinador portàtil d'Apple que satisfeia les quatre àrees: Consumidor – Professional, Portàtil – Escriptori. També va ser en un èxit comercial.
A principi del 2001, Apple va començar a vendre ordinadors amb discs CD-RW per primera vegada. Apple ja havia posat èmfasi en la capacitat del Mac per reproduir DVD mitjançant la inclusió de DVD-ROM i DVD-RAM. Steve Jobs va admetre que Apple havia arribat tard en la tecnologia del CD gravable, però considerava que els Mac podrien convertir-se en un centre digital que unia i permetia l'emergent estil de vida digital. Més endavant, Apple va introduir una actualització del programari de reproducció de música: l'iTunes. Podia gravar CDs. Ho van donar a conèixer amb una campanya de publicitat controvertida, el «Rip, Mix, Burn» que alguns mitjans de comunicació van dir que alenava a la pirateria. Aquesta campanya publicitària també va acompanyar el llançament de l'iPod, el primer dispositiu portàtil d'Apple amb èxit. Apple va continuar agregant nous productes a la seva línia, com el Power Mac G4 Cube, l'eMac pel mercat de l'educació, i el PowerBook G4, un ordinador portàtil pel sector professional.
L'iMac original va sortir a la venda amb un processador G3, i en les seves successives actualitzacions es van incorporar el G4 i el G5. Les actualitzacions dels xips eren acompanyades per nous dissenys. De la gamma original, van passar per diversos colors fins a arribar a l'actual iMac d'alumini. El dia 11 de gener del 2005, Apple va anunciar el llançament del Mac mini a un preu de 499$; el Mac més barat de la història.

#### Del Mac OS al Mac OS X: La segona transició d'arquitectura
L'any 2000 el sistema operatiu dels Macs va patir un canvi radical tant en el seu disseny com en els seus fonaments. Desenvolupat en un principi en Pascal i reescrit substancialment en C++ per la versió 7.0, aquest sistema amb més de catorze anys i nou actualitzacions s'havia adaptat amb el temps a màquines com el Mac original de 128 K a 8 MHz, fins als Macs equipats amb processadors G4 a 1 GHz.
En la versió 8 es va incorporar un suport pel multiprocessador, i en la versió 9 un nou nanokernel. Però aquestes novetats se sustentaven en una arquitectura que no feia possible el creixement de la plataforma. Tecnologies com la multitasca preventiva o la memòria protegida no eren viables i Apple després d'intentar i fallar durant diversos anys, van generar un sistema operatiu modern i va centrar els esforços a portar el sistema operatiu de NeXT (NEXTSTEP) a la plataforma PowerPC. El NeXTSTEP es va convertir en el MacOS X i va ser presentat al setembre del 2000 com una versió Beta. La versió final es va presentar el 24 de març del 2001. Aquest va introduir un nou disseny d'interfície anomenat Aqua. Va sortir al mercat amb un preu de 29,99$ amb el nom clau de Cheeta.
Les versions posteriors van ser:
- 25 de setembre del 2001: 10.1 “Puma”
- 24 d'agost del 2002: 10.2 “Jaguar”
- 24 d'octubre del 2003: 10.3 “Panther”
- 29 d'abril del 2009: 10.4 “Tiger”.

### 2006 fins a l'actualitat: Tot torna a canviar

#### Del PowerPC al X86: La tercera transició d'arquitectura
El 2005, Steve Jobs va anunciar que Apple abandonaria la plataforma PowerPC per integrar en tota la gamma de Macintosh els processadors X86 d'Intel. L'anunci també va revelar que el MacOS X s'havia mantingut en el desenvolupament de totes les versions i tecnologies per la plataforma X86, així com tots els projectes de software com iLife, iWork, FinalCut Pro, Logic...
Va ser a partir d'aquest any quan es va introduir la gamma Intel combinant la nomenclatura de la majoria de games. El PowerBook es va passar a dir MacBook Pro, el Power Mac es va passar a dir Mac Pro, l'iBook a MacBook...
Aquesta transició, com va passar a les anteriors, es realitzava cap a una arquitectura diferent i incompatible amb tot l'anterior, per tant Apple va haver d'introduir un emulador per software anomenat Rosetta, que realitzava les feines de canviar trucades de PowerPC a trucades Intel a temps real, possibilitant d'aquesta forma l'execució del software preexistent per PowerPC. Així i tot hi havia limitacions, ja que el software que accedia al maquinari directament (com les targetes gràfiques), s'havia de reescriure.

#### Compatibles
Al març del 2006 un grup de hackers va anunciar que havien fet funcionar un Windows XP en un dels nous Mac. Aquest grup va publicar el seu software en Open Source (codi obert), i van permetre que els usuaris se'l poguessin descarregar. A l'abril del mateix any, Apple va anunciar la beta pública del seu propi sistema multi SO, anomenat “Boot Camp” que possibilitava als usuaris d'un Mac la instal·lació de Windows XP als seus ordinadors.
Versions posteriors van afegir el suport per Windows Vista i va obrir les portes que qualsevol sistema operatiu pogués funcionar als Macs: Linux, FreeBSD... D'aquesta forma, es van convertir en els ordinadors que més sistemes operatius podien executar.
Des que Apple Macintosh va fer la transició a una plataforma d'Intel el 2006, i després d'un important augment de la visibilitat i un guany de quota de mercat de les computadores d'Apple amb l'èxit de l'iPod, els grans fabricants de sistemes informàtics com ara Dell han expressat un renovat interès en la creació de clons Macintosh. Mentre que diversos executius de la indústria, en particular Michael Dell, han declarat públicament que els agradaria vendre ordinadors compatibles amb el Macintosh, d'Apple, Phil Schiller, vicepresident va dir que la companyia no té plans de deixar que la gent faci córrer Mac OS X en altres fabricants d'ordinadors ' maquinari. "No permetrem que executi Mac OS X en una altra cosa que no sigui un Mac d'Apple," va dir ell.
Entre 2007 i 2009, una companyia anomenada Psystar va intentar vendre el que ells pensaven que eren màquines clon legals. Però Apple va presentar una demanda en contra d'ells sota la DMCA. El jutge de Tribunal de Districte William Alsup va estar d'acord amb Apple i, per tant, Psystar va aturar la venda de les seves màquines de clons de Mac.
Hackintosh és el terme apropiat per programadors aficionats, que han col·laborat a Internet per modificar les versions de Mac OS X v10.4 en endavant -dubbed Mac OSx86- per ser utilitzat en maquinari genèric PC en lloc d'en el mateix maquinari d'Apple. Apple sosté que això és il·legal sota la DMCA, per la qual cosa a fi de combatre l'ús il·legal del seu programari de sistema operatiu, segueixen utilitzant mètodes per prevenir que Mac OS X s'instal·li en el maquinari que no sigui oficial d'Apple, amb molt poc èxit.

#### Actualitat[Cal actualitzar]
En els últims anys, Apple ha tingut un augment significatiu en les vendes dels Macs. Molts han dit que això es deu a l'èxit dels iPod i els iPhone. Des del 2001 fins a l'actualitat les vendes de Mac han augmentat de forma continuada. Apple va reportar vendes de 3,36 milions de Mac durant la temporada nadalenca del 2009.
Al febrer del 2011, Apple va ser la primera companyia a llançar al mercat un equip que utilitzava la nova interfície de I/O d'Intel Thunderbolt. Utilitzant la mateixa interfície que un port MiniDisplay, Thunderbolt compta amb dos canals de dades en paral·lel amb velocitats de transferència de 10 Gbps cada un.

## Línia de Productes Actual[Cal actualitzar]
|                    | Compactes | Compactes | Consum | Consum | Professional | Professional |
| Escriptori         | Mac mini És el módel més bàsic; es ven sense teclat, ratolí o monitor. Fa servir com a processador l'Intel Core i5 o el Intel Core i7.                                                                              | Mac mini És el módel més bàsic; es ven sense teclat, ratolí o monitor. Fa servir com a processador l'Intel Core i5 o el Intel Core i7.                                                                              | iMac Tot en un; amb dues versions al mercat: una amb pantalla de 21,5” i l'altra de 27”. Fan servir el processador Intel Core i5.                                        | iMac Tot en un; amb dues versions al mercat: una amb pantalla de 21,5” i l'altra de 27”. Fan servir el processador Intel Core i5.                                        | Mac Pro Estació de treballat. Altament personalitzable; amb versions de 4, 8, 9 nuclis. El top de la gamma incorpora un o dos processadors Intel X5650 Westmere (hexa-core) o Xeon X3460 Nehalem (quad-core). | Mac Pro Estació de treballat. Altament personalitzable; amb versions de 4, 8, 9 nuclis. El top de la gamma incorpora un o dos processadors Intel X5650 Westmere (hexa-core) o Xeon X3460 Nehalem (quad-core). |
| Portàtil (MacBook) | MacBook Air Portàtil amb pantalla de 11,6” o 13,3”, amb una carcassa d'alumini. Fa servir el processador Intel Core i5 o Intel Core i7.                                                                             | MacBook Air Portàtil amb pantalla de 11,6” o 13,3”, amb una carcassa d'alumini. Fa servir el processador Intel Core i5 o Intel Core i7.                                                                             | MacBook Portàtil de 13,3” de carcassa de policarbonat blanc. Fa servir un processador Intel Core 2 Duo (actualment no en fan més models).                                | MacBook Portàtil de 13,3” de carcassa de policarbonat blanc. Fa servir un processador Intel Core 2 Duo (actualment no en fan més models).                                | MacBook Pro Gama professional dels portàtils amb pantalles de 13,3”, 15,4” o 17” i carcassa d'alumini. Fan servir processadors Intel Core i5 o Intel Core i7.                                                 | MacBook Pro Gama professional dels portàtils amb pantalles de 13,3”, 15,4” o 17” i carcassa d'alumini. Fan servir processadors Intel Core i5 o Intel Core i7.                                                 |
| Servidor           | Mac mini Server Una gamma addicional a la línia Mac mini d'escriptori sense unitat òptica interna. S'envia amb Mac OS X Server instal·lat i dos discs durs interns de 500 GB que fan un total de 1 TB de capacitat. | Mac mini Server Una gamma addicional a la línia Mac mini d'escriptori sense unitat òptica interna. S'envia amb Mac OS X Server instal·lat i dos discs durs interns de 500 GB que fan un total de 1 TB de capacitat. | Mac Pro Server Una configuració addicional del Mac Pro d'escriptori. S'envia amb Mac OS X Server instal·lat. Amb 4x2=8 GiB de memòria RAM i 2x1=2 TB de disc dur intern. | Mac Pro Server Una configuració addicional del Mac Pro d'escriptori. S'envia amb Mac OS X Server instal·lat. Amb 4x2=8 GiB de memòria RAM i 2x1=2 TB de disc dur intern. | | |

## Maquinari i Programari

### Maquinari
Apple directament subcontracta la producció de maquinari per Asia, fabricants d'equips originals, tals com Asus, mantenint d'aquesta forma un alt grau de control sobre el producte final. En canvi, la majoria d'empreses (inclosa Microsoft) creen un software que es pot executar en maquinari produït per una varietat de tercers, com Dell, HP / Compaq o Lenovo. En conseqüència, el comprador d'un Macintosh té, comparativament, menys opcions.
L'actual família de productes Mac fa servir els processadors de la gamma Intel x86-84. Apple va presentar un emulador, anomenat Rosetta, durant la transició dels xips PowerPC als xips d'Intel, com també ho va fer durant la transició d'arquitectura Motorola 68000 al PowerPC una dècada enrere.
El Macintosh és l'única plataforma informàtica que ha sigut capaç de realitzar amb èxit la transició a una nova arquitectura de la CPU (ho ha fet dos cops). Tots els Macintosh que es venen actualment incorporen 2GB de RAM. Actualment, Apple incorpora targetes gràfiques de ATI Radeon o nVidia GeForce. Tots els Macs actuals (excepte el MacBook Air) s'envien amb una unitat òptica que inclou una doble funció DVD/gravador de CD 	que Apple anomena SuperDrive.
Els Mac inclouen dos ports estàndard: USB i FireWire (excepte el MacBook Air i el MacBook que no inclouen el port FireWire). Els nous MacBook Pro, a més a més, incorporen el port Thunderbolt, desenvolupat per Apple i Intel. Aquest port pot transferir dades a velocitats de 10 GB per segon. El port USB es va introduir al iMac G3 el 1998, i està en tots els models d'avui en dia. Mentre que el port FireWire està principalment reservat pels dispositius d'alt rendiment tals com discs durs o càmeres de vídeo. A partir del iMac G5, llençat al mercat a l'octubre del 2005, Apple va començar a incloure les càmeres iSight en els models Macintosh. A més a més, també va incloure una interfície de Media Center anomenat Front Row que pot ser accionat pel comandament Apple Remote o el teclat per accedir a continguts multimèdia guardats en l'equip.
Apple sempre es va mostrar reticent a acceptar els ratolins amb diversos botons i rodes de desplaçament. Fins al 2005, Apple només tenia ratolins amb un botó, però llavors va arribar el Mighty Mouse, un ratolí que funcionava a través de Bluetooth. Semblava un ratolí tradicional però en veritat tenia quatre botons i una roda de desplaçament amb capacitat de moviments independents en l'eix X i en l'eix Y. El 2009, Apple va presentar el Magic Mouse que utilitza el reconeixement de gestos multitàctil. Apple també compta amb el Magic Trackpad com un mitjà per controlar els ordinadors Macintosh d'escriptori com l'iMac o el Mac Pro. Es va introduir l'any 2010.

### Programari
El Macintosh original va ser el primer ordinador personal amb un sistema operatiu que utilitzava una interfície gràfica d'usuari desproveïda de la línia d'ordres. Des del primer Mac s'ha utilitzat una metàfora d'escriptori, representant objectes del món real, documents, carpetes o una paperera, com icones que apareixen a la pantalla i es comporten com homònims reals. El programari del sistema, introduït el 1984 amb el primer Macintosh, l'any 1997 es va passar a dir Mac OS. Va seguir evolucionant fins a la versió 9.2.2. El 2001, Apple va presentar el Mac OS X, basat en Darwin i NeXTSTEP. Entre les seves noves característiques inclouen el Dock i la interfície d'usuari Aqua.
El sistema operatiu Mac OS X 10.6 «Snow Leopard» data del 28 d'agost de 2009. A més, tots els nous Mac s'entreguen amb una varietat d'aplicacions Apple, incloent iLife, el navegador web Safari i el reproductor iTunes. Aquest sistema operatiu compta amb moltes característiques noves, tals com: Mission Control, App Store i el Launchpad, que és una forma semblant a com un iPad mostraria les aplicacions instal·lades al Mac.
Mac OS X gaudeix d'una situació propera a l'absència de diversos tipus de malware i spyware com virus, troians… que principalment només afecten els usuaris del sistema operatiu Windows de Microsoft. Aquesta situació ve donada per diversos motius:
- El Mac OS X té una quota de mercat mundial d'un 6% davant el 91% que té Windows de Microsoft. Aquesta situació fa que als hackers no els interessi crear malware per una plataforma minoritària.
- La base del sistema operatiu UNIX té uns fonaments sòlids i segurs.
- Constantment Apple genera actualitzacions i “pegats” de seguretat.
- La major part del SO és de codi obert.

Així i tot, el febrer del 2006 es va advertir que el Mac OS X no era immune al malware, ja que es van observar algunes vulnerabilitats.

## Publicitat

Campanya Think different

Apple sempre ha apostat per una publicitat impactant i arriscada, per aquest motiu ha rebut premis i reconeixements. Els anuncis Macintosh normalment han atacat el líder imperant del mercat, directament o indirectament. Aquests tendeixen a retratar el Mac com una alterativa als excessivament complexos i poc fiables clònics PCs Wintel. Apple va promocionar la introducció del Mac original amb l'anunci 1984 que es va emetre durant la Super Bowl.
L'any 1990, Apple va començar una campanya que es deia: “Wha’ts on your PoweBook?” (Què hi ha en el teu PowerBook?), amb anuncis impresos i de televisió en el que diverses celebritats descrivien com el PowerBook ajudava en els seus negocis i en les seves vides quotidianes. L'any 1995, Apple va respondre a la introducció de Windows 95 amb diversos anuncis impresos i de televisió mostrant els seus desavantatges i la seva falta d'innovació.
L'any 1997, la campanya publicitaria “Think Different” (Pensa diferent) va introduir el nou concepte de publicitat i va mostrar a inventors, artistes, polítics... que no havien seguit el camí establert, sinó que pensant diferent havien canviat el món. Una clara referència al fet que no sempre els PCs Wintel són el camí a seguir.
El 2002 va sorgir la campanya “Switch” (Canvia). I l'última estratègia de publicitat d'Apple és la campanya “Get a Mac” (Vine a Mac) amb variants en Amèrica del Nord, Regne Unit i Japó.
Avui en dia, Apple presenta els nous productes en esdeveniments especials en l'auditori del Saló d'Apple Town i en el discurs inaugural de la Conferència Mundial de Desenvolupadors d'Apple. Aquests atrauen a un gran nombre de representants dels mitjans i d'espectadors. Aquests esdeveniments s'han utilitzat per presentar l'iMac, el MacBook, l'iPod, l'Apple TV, l'iPad i l'iPhone, així com per proporcionar informació actualitzada sobre les vendes i les estadístiques de quota de mercat.

## Models

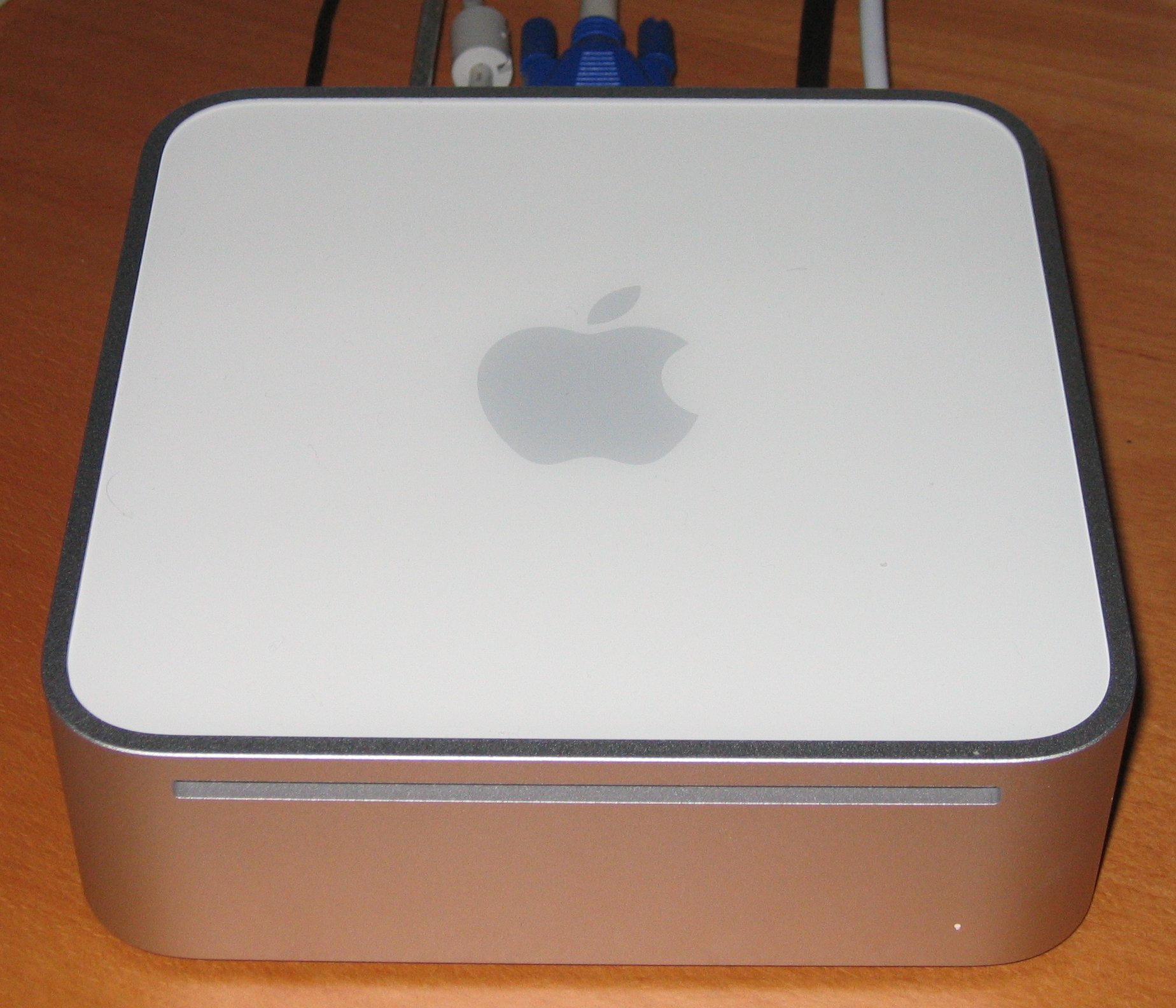
Un Macmini

- Macmini
- eMac
- iBook
- iMac
- Macintosh 128K
- Macintosh 512K
- Macintosh XL
- Macintosh II
- Macintosh Plus
- Macintosh LC
- Macintosh LC 2
- Macintosh LC 3
- Macintosh SE
- Macintosh SE/30
- Macintosh IIx
- Macintosh IIcx
- Macintosh IIci
- Macintosh IIfx
- Macintosh Performa
- Macintosh TV
- Macintosh Quadra
- Macintosh Centris
- Macintosh Classic
- Macintosh Color Classic
- Macintosh Portable
- PowerBook
- PowerBook Duo
- PowerBook G3
- PowerBook G4
- Power Macintosh
- Power Macintosh G3
- Power Macintosh G4
- Power Macintosh G4 Cube
- Power Macintosh G5
- Xserve